# White power skinhead

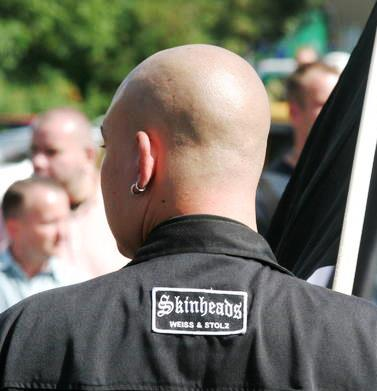
Skinhead i Tyskland.

White power skinheads, även kända som rasistiska skinheads och neo-nazi skinheads (men hånas som boneheads av antirasistiska skinheads), är medlemmar av en nynazistisk, vit supremacist och antisemitisk utlöpare av skinhead-subkulturen. Många av dem är anslutna till vita nationalistiska organisationer och några av dem är medlemmar i fängelsegäng. Rörelsen uppstod i Storbritannien mellan slutet av 1960-talet och slutet av 1970-talet, innan den spred sig över Eurasien och Nordamerika under 1980-1990-talet.